# Xanthotis
Xanthotis is een geslacht van zangvogels uit de familie van de honingeters (Meliphagidae).

## Soorten
Het geslacht omvat de volgende soorten:
- Xanthotis flaviventer – Taanborsthoningeter
- Xanthotis macleayanus – Bruinkaphoningeter
- Xanthotis polygrammus – Gevlekte honingeter